# Tratado de Fort Laramie (1851)

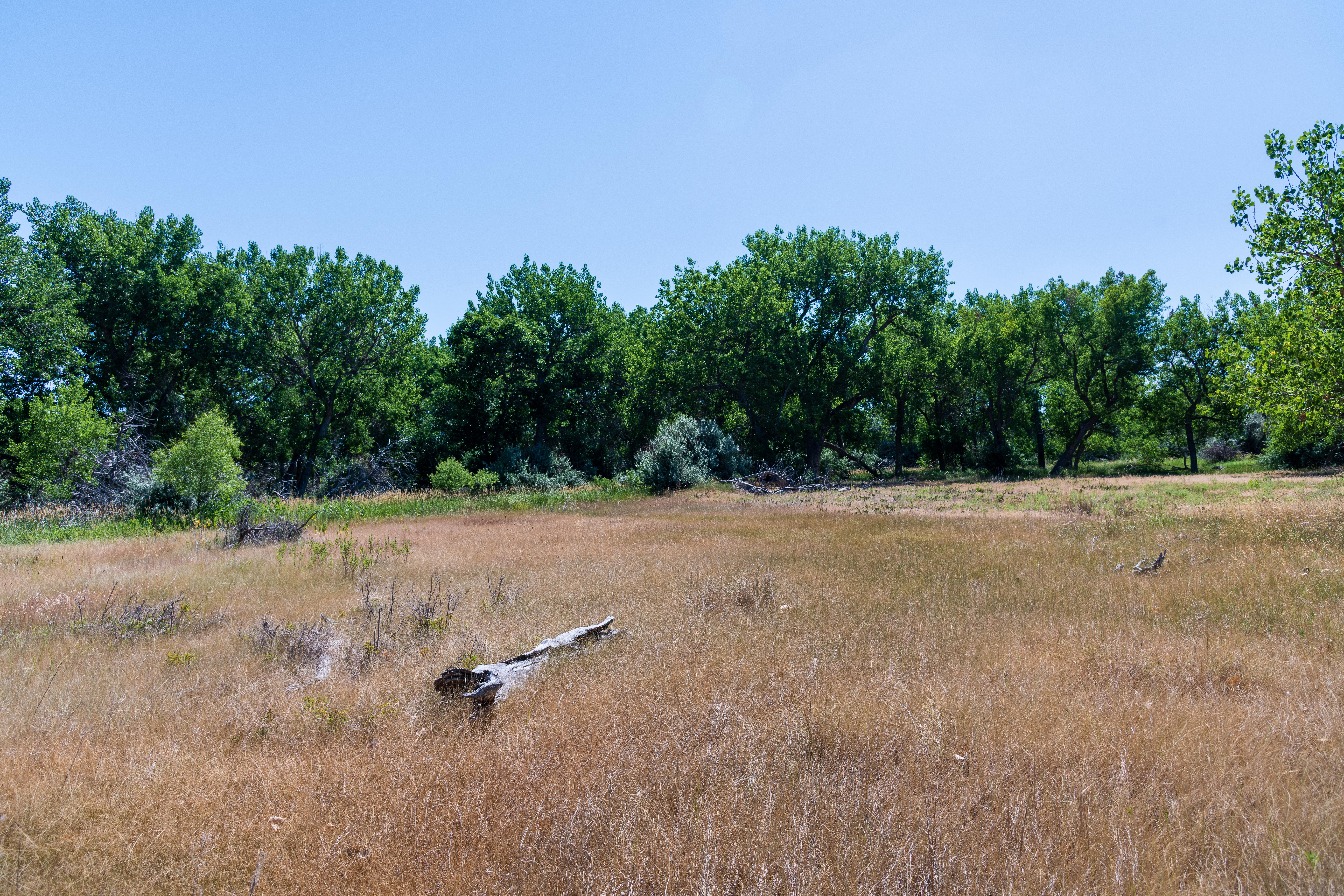
O local do acampamento dos fuzileiros montados em Fort Laramie em 1851, perto da junção do rio North Platte e Horse Creek a oeste de Morrill, Nebraska.

O Tratado de Fort Laramie de 1851 foi assinado em 17 de setembro de 1851 entre os comissários do tratado dos Estados Unidos e representantes das Nações Cheyenne, Sioux, Arapaho, Crow, Assiniboine, Mandan, Hidatsa e Arikara. O tratado foi um acordo entre nove partes mais ou menos independentes. O tratado estabeleceu reivindicações territoriais tradicionais das tribos como entre si.
Os Estados Unidos reconheceram que todas as terras cobertas pelo tratado eram território indígena e não reivindicaram nenhuma parte dele. Os limites acordados no Tratado de Fort Laramie de 1851 seriam usados para resolver uma série de casos de reivindicações no século XX.
Os nativos americanos garantiram passagem segura para os colonos na trilha do Oregon e permitiram que estradas e fortes fossem construídos em seus territórios, em troca de promessas de uma anuidade no valor de cinquenta mil dólares por cinquenta anos. O tratado também deve "fazer uma paz efetiva e duradoura" entre as oito tribos, cada uma delas freqüentemente em conflito com várias das outras.